# Lotte Schmidt
Lotte Schmidt (født 6. januar 1972) er en tidligere dansk cykelrytter, der blev bronzemedalje vinder ved junior VM linjeløb i Odense 1988.
Lotte Schmidt er datter til den tidligere verdensmester Jørgen Schmidt og ældre søster till Sanne Schmidt. 
"Schmidt-familien" i Randers er en stor cykelfamilie. Hun er blandt andet i familie med Mads Würtz Schmidt, som blev verdensmester i enkeltstart for juniorer 2011.

## Meriter
- 1988  Bronze Junior Verdensmesterskab, Landevej, Linieløb, Odense
- 1993  Bronze DM, Landevej, Holdløb, Amatører Nykøbing Falster
- 1994  Sølv DM, Landevej, Holdløb, Amatører  Næsby
- 1994  Bronze Nordisk Mesterskab, Landevej, Linieløb Levanger, Norge
- 1995  Bronze DM, Landevej, Linieløb, Elite, Baunhøj Mølle, Jylland
- 1996  Sølv DM, Landevej, Linieløb, Elite, Silkeborg
- 1996  Guld DM, Landevej, Enkeltstart, Elite, Silkeborg
- 1996  Guld DM, Mountainbike, XC, Elite, Odense
- 1997  Guld DM, Mountainbike, XC, Elite, Ballerup
- 1998  Bronze DM, Landevej, Linieløb, Elite, Lemvig
- 1999  Bronze DM, Mountainbike, XC, Elite, Århus
- 2001  Sølv DM, Mountainbike, XC, Elite, Randers
- 2002  Bronze DM, Mountainbike, XC, Elite